# (6624) 1980 SG
(6624) 1980 SG es un asteroide perteneciente al cinturón de asteroides, descubierto el 16 de septiembre de 1980 por Zdeňka Vávrová desde el Observatorio Kleť, České Budějovice, República Checa.

## Designación y nombre
Designado provisionalmente como 1980 SG.

## Características orbitales
1980 SG está situado a una distancia media del Sol de 2,450 ua, pudiendo alejarse hasta 2,833 ua y acercarse hasta 2,067 ua. Su excentricidad es 0,156 y la inclinación orbital 7,069 grados. Emplea 1400,47 días en completar una órbita alrededor del Sol.

## Características físicas
La magnitud absoluta de 1980 SG es 13,45.